# Stiepan Pietrowski
Stiepan Pietrowski (ur. 11 grudnia 1897 w rejonie Drysny w guberni witebskiej, zm. 6 marca 1979 w Moskwie) – generał major Armii Czerwonej, generał brygady lWP.
Skończył szkołę średnią i w 1916 został wcielony do rosyjskiej armii, podczas rewolucji październikowej wstąpił do Czerwonej Gwardii, a w marcu 1918 do Armii Czerwonej. Uczestnik wojny domowej w Rosji, dwukrotnie ranny. Absolwent kursów dowódczych w Smoleńsku w sierpniu 1919, po czym został dowódcą kompanii. W 1920 skończył kursy "Wystrieł", a w 1923 Wyższe Kursy Wojenno-Pedagogiczne. W styczniu 1926 został dowódcą batalionu i szefem sztabu pułku, od końca 1931 służył w Naczelnym Komitecie Obrony ZSRR w Moskwie, gdzie był m.in. zastępcą szefa Głównego Zarządu Wyszkolenia Armii Czerwonej. Absolwent studiów w Akademii Wojskowej im. Frunze w 1935. Od stycznia 1942 szef sztabu dywizji piechoty.
Od kwietnia 1942 walczył na froncie. VII-X 1942 dowódca pułku piechoty, potem zastępca dowódcy dywizji na Froncie Centralnym, a od stycznia 1944 dowódca dywizji. W sierpniu 1944 skierowany do służby w WP jako pułkownik i dowódca 7. Dywizji Piechoty 2. Armii WP, a od września 1944 szef Oddziału Organizacyjno-Etatowego Sztabu Głównego WP. 25 maja 1945 mianowany generałem brygady WP przez Prezydium KRN. Od 1 sierpnia 1945 szef Oddziału I Organizacyjno-Mobilizacyjnego Sztabu Generalnego WP. W kwietniu 1946 zakończył służbę w WP i wrócił do ZSRR.
Zmarł w 1979 w Moskwie, został pochowany na Cmentarzu Nowodziewiczym.

## Odznaczenia
- Krzyż Oficerski Orderu Odrodzenia Polski (1945)
- Order Krzyża Grunwaldu III klasy (1945)
- Złoty Krzyż Zasługi (1946)
- Medal „Za udział w walkach o Berlin” (1966)
- Order Czerwonego Sztandaru (1944)
- Order Czerwonej Gwiazdy (1943)
- Order Wojny Ojczyźnianej I stopnia (1943)
- Medal Za obronę Moskwy
- Medal 20 Lat Robotniczo-Chłopskiej Armii Czerwonej (1938)

I inne.